# Siège de Morlaix
Guerres de religion (France)
Le siège de Morlaix se déroule du 6 au 17 septembre 1594, pendant les guerres de Religion françaises. Il oppose les armées française et anglaise à l'armée espagnole alliée à la Ligue catholique française.

## Contexte
Depuis 1562, la France mène des guerres de Religion dans lesquelles l’Espagne intervient régulièrement dans le camp de la Ligue catholique de France. Le roi Henri IV de France combat pour la cause protestante, mais il se convertit à la religion catholique à Paris le 22 mars 1593. Le maréchal Jean d'Aumont est envoyé en Bretagne pour rejoindre l'armée anglaise de John Noreys. Ils attaquent le château de la ville de Morlaix, occupée par la Ligue catholique et les troupes espagnoles.

## Déroulement du siège
Une armée combinée de la Ligue et de l’Espagne, dirigée par le duc de Mercœur et Juan de Aguila, vont au secours de Morlaix. Jean d'Aumont a déjà rejoint les Anglais de Norreys, et Élisabeth Ire exige à l’avance que Morlaix soit livrée aux Anglais comme point de retraite possible.
Cependant, Jean d’Aumont exige que les catholiques entrent d’abord dans la ville, et la reine accepte. Philippe-Emmanuel envoie des troupes de la Ligue à Morlaix dans une marche rapide de dix lieues par jour, dans l’espoir de faire la jonction avec les troupes de Juan de Aguila. Cependant, Norreys, à la tête du contingent britannique, s’avance le long de la côte pour bloquer la possibilité de relier les deux armées ennemis.
Mercœur atteint des positions fortifiées près de Morlaix, mais Norreys envoie 700 hommes britanniques pour montrer sa force, et Mercœur, ne connaissant pas la force de l’ennemi, se hâte d’abandonner les positions avantageuses. D'Aguila est sur le point de faire la jonction avec l’armée de Mercœur, mais ses colonnes se heurtent à des troupes anglaises dispersées. D'Aguila pense qu’il fait face à une armée beaucoup plus importante qu’il n’en a en réalité, les Espagnols pensent que les Anglais comptent au moins 6 000 hommes, bien qu’en réalité il ne s’agisse que d’un seul détachement. Craignant la défaite, D'Aguila décide de conduire ses hommes à Blais, à l’embouchure de la Gironde, le 17 septembre, et Mercœur seul ne peut libérer le château de Mortaix. Les tensions atteignent leur paroxysme lorsque D'Aguila et Mercœur se reprochent mutuellement la responsabilité de l'échec de l'opération.
La position de la garnison de Morlaix se détériore considérablement lorsque les défenseurs voient la flotte anglaise commandée par Sir Martin Frobisher apportant de l’artillerie de siège à Norreys. Voyant les navires anglais avec leurs canons et ayant abandonné l’espoir de lever le siège, la garnison se rend,,.

## Conséquences
La garnison abandonne la forteresse, et les troupes anglaises et françaises entrent triomphalement dans la ville. Jean d’Aumont fait l’éloge de Norreys en le laissant entrer le premier dans la ville. À la suite de la prise de Morlaix, de nombreuses autres villes prêtent bientôt serment au roi. Quimper et Guingamp sont capturés par Norreys, et le fort espagnol à l’embouchure de la Gironde, le fort Crozon, est pris dans une bataille acharnée qui a coûté la vie à toute la garnison. Les troupes anglaises quittent la France en février de l’année suivante, et Élisabeth peut ramener ses troupes aux Pays-Bas,.